# Bitka pri Kadisiji
Bitka pri Kadisiji (arabsko مَعْرَكَة ٱلْقَادِسِيَّة, latinizirano: Maʿrakah al-Qādisīyah, perzijsko نبرد قادسیه, latinizirano: Nabard-e Qâdisiyeh) je bil oborožen spopad med Rašidunskim kalifatom in Sasanidskim cesarstvom leta 636. Bitka je bila del zgodnjih muslimanskih osvajanj in je pomenila odločilno zmago rašidunske vojske med muslimanskim osvajanjem Perzije. 
Rašidunska bitka pri Kadisiji naj bi se zgodila novembra 636. Vodja takratne sasanidske vojske, Rostam Farohzad, je med bitko umrl v negotovih okoliščinah. Kasnejši zlom sasanidske vojske v regiji je pripeljal do odločilne arabske zmage nad sasanidsko oblastjo in vključitve ozemlja današnjega Iraka v Rašidunski kalifat. 
Arabski uspeh pri Kadisiji je bil ključen za kasnejšo osvojitev sasanidske province Asoristan. Bitki pri Kadisiji so sledili veliki spopadi pri Džaluli in Nahavandu. V bitki naj bi prišlo do vzpostavitve zavezništva med Sasanidskim in Bizantinskim cesarstvom, ki naj bi ga simbolično potrdili s poroko vnukinje bizantinskega cesarja Heraklija s sasanidskim kraljem Jazdegerdom III.

## Ozadje
Po atentatu na bizantinskega cesarja Mavricija s strani pretendenta cesarja Foke je šah Sasanidskega cesarstva Kozrav II.  Bizantinskemu cesarstvu napovedal vojno, ki je trajala od leta 602 do 628. Vojske Sasanidskega cesarstva so napadle in zavzele Sirijo, Egipt in Anatolijo ter zmagoslavno zaplenile pravi križ. 
Po odstavitvi leta 610 je Foko nasledil Heraklij, ki je z vojsko ponovno osvojil izgubljena ozemlja. Heraklij je premagal majhno perzijsko vojsko v bitki pri Ninivah in napredoval proti Ktezifonu. 
V tem času je Kozrava II. strmoglavil in usmrtil eden od njegovih sinov, Kavad II. Kavad je nato sklenil mir z Bizantinci in jim vrnil vsa zasedena ozemlja ter pravi križ. Gokturkom, ki so med mirovnimi pogajanji z veliko vojsko napadli sever Perzije, je Heraklij po podpisu sporazuma s Kavadom ukazal umik.

### Notranji nasledstveni spori
Kavad II. je po samo nekaj mesecih vladanja nenadoma umrl zaradi kuge. Nastali vakuum oblasti je hitro privedel do državljanske vojne. Kavada je nasledil njegov sedem let star sin Ardašir III., ki ga je 18 mesecev kasneje ubil njegov general Šahrbaraz in se nato razglasil za vladarja. Leta 613 je Šahrbaraz Bizantinskemu cesarstvu vzel Damask in leta 614 še Jeruzalem. 
9. junija 629 je bil Šahrbaraz ubit med invazijo Hazarov in Gokturkov iz Armenije pod vodstvom Čorpan Tarkana. Nasledila ga je Boran, hči Kozrava II. Bila je 26. suverena monarhinja Perzije, ki je vladala od 17. junija 629 do 16. junija 630, in ena od samo dveh žensk, ki sta sedeli na sasanidskem prestolu. Druga je bila njena sestra Azarmidoht. Cesarica je postala po dogovoru, da bo zapustila prestol, ko bo Jazdegerd III., Šahrijarjev sin in vnuk Kozrava II., postal polnoleten. 
Boran je poskušala stabilizirati cesarstvo s pravičnim vladanjem, obnovo infrastrukture, znižanjem davkov in sklenitvijo mirovnega sporazuma z Bizantinskim cesarstvom. Maršala Rostama Farohzada je imenovala za vrhovnega poveljnika perzijske vojske. 
Boran je bila pri ponovnem vzpostavljanju močne centralne oblasti večinoma neuspešna. Cesarstvo je bilo zaradi državljanskih vojn močno oslabljeno, vladarji pa so kmalu po prevzemu oblasti odstopili ali bili umorjeni. Boran je nasledila njena sestra Azarmidoht, njo pa Hormizd VI., plemič s perzijskega dvora. 
Po petih letih notranjih bojev za oblast je leta 632 pri osmih letih postal cesar Jazdegerd III., vnuk Kozrava II., dejansko oblast v državi pa sta imela v rokah generala Rostam Farohzad in Piruz Kozrav, znan tudi kot Piruzan.
Kronanje Jazdegerda III. je v Sasanidsko cesarstvo vlilo novo življenje. 

## Vzpon kalifata in invazija na Irak
Po Mohamedovi smrti je Abu Bakr z vojnimi pohodi vzpostavil oblast v Arabiji in nato sprožil akcije proti preostalim ozemljem Sirije in Palestine. Sprožil je verigo dogodkov, ki so v naslednjih nekaj desetletjih oblikovali enega največjih do zdaj znanih imperijev. Nastajajoči islamski imperij je takoj trčil na dve velesili - Bizantinsko in Sasanidsko cesarstvo. Osvajalne vojne so sčasoma povzročilo propad Sasanidskega cesarstva in osvojitev vseh južnih in vzhodnih ozemelj Bizantinskega cesarstva. Da bi bila zmaga islama popolna, se je Abu Bakr odločil, da bo napadalska vojska v celoti sestavljena iz prostovoljcev in ji bo poveljeval njegov najboljši general Halid ibn al-Valid. Halid je hitro zmagal v štirih zaporednih bitkah: v bitki verig aprila 633, bitki ob reki tretji teden aprila 633, bitki pri Valadži maja 633 in odločilni bitki pri Ulaisu sredi maja 633. Perzijsko cesarstvo se je znašlo v velikih težavah in v zadnjem tednu maja leta 633 je v roke muslimanov padlo tudi glavno mesto Iraka al-Hira. Med junijem in julijem 633 se je po obleganju predal al-Anbar, ki se je sicer žilavo upiral. Halid se je nato obrnil proti jugu in po bitki pri Ajn al-Tamru v zadnjem tednu julija 633 osvojil mesto Ein ul Tamr. Novembra 633 je Halid odbil perzijski protinapad. Decembra 633 so muslimanske sile dosegle obmejno mesto Firaz, kjer je Halid v bitki pri Firazu premagal združeno sasanidsko, bizantinsko in krščansko arabsko vojsko. To je bila zadnja bitka v osvajanju Iraka. 
Halid je zavzel ves Irak, razen Ktezifona. Razmere na zahodni fronti so se medtem spremenile. Bizantinska vojska je prišla v Sirijo in Palestino in Halid se je s polovico svoje vojske odpravil soočit se z novim nasprotnikom. Kmalu zatem je kalif Abu Bakr avgusta 634 umrl. Nasledil ga je Omar ibn al-Hatab. Muslimanske sile v Iraku so bile premajhne za nadzor nad celo regijo. Po Halidovi uničujoči invaziji so si Perzijci vzeli čas, da so si opomogli. Politična nestabilnost v Ktezifonu je bila na vrhuncu. Ko so si Perzijci opomogli, so izvedli protinapad. Al-Mutana ibn Harita, takratni vrhovni poveljnik muslimanskih sil v Iraku, je svoje čete umaknil iz vseh postojank in evakuiral al-Hiro. Umaknil se je v pokrajino blizu Arabske puščave. Omar je medtem poslal okrepitve iz Medine pod poveljstvom Abu Ubaida. Okrepitve so prispele v Irak oktobra 634. Abu Ubaid je prevzel poveljstvo vojske in porazil Sasanide v bitki pri Namaraku blizu današnje Kufe. Po bitki pri Kaskarju je ponovno zavzel al-Hiro. 
Perzijci so sprožili še en protinapad in porazili muslimane v bitki pri mostu, v kateri je bil Abu Ubaida ubit, muslimani pa so utrpeli velike izgube. Poveljstvo nad vojsko je prevzel Muthana in umaknil preostanek svojih sil, približno 3.000 mož, čez Evfrat. Perzijski poveljnik Bahman, znan tudi kot Dhu al-Hadžib, je bil zavezan pregnati muslimane s perzijskega ozemlja, ne pa tudi zasledovati poraženo muslimansko vojsko. Rustum ga je odpoklical v Ktezifon, da bi pomagal zadušiti upor proti njemu. Muthana se je umaknil nedaleč v Arabijo. Ko je dobil okrepitve, se je utaboril na zahodnem bregu Evfrata, kjer ga je perzijska sila prestregla in ga porazila. 

## Perzijski protinapad
Potem ko je Halid zapustil Irak in odšel v Sirijo, je Suvad, rodovitno območje med Evfratom in Tigrisom, postalo nestabilno. Včasih so ga zasedli Perzijci, včasih pa muslimani. To se je ponavljalo, dokler ni cesar Jazdegerd III. utrdil svoje oblasti in leta 635  sklenil zavezništva s Heraklijem, da bi se pripravil na protinapad. Heraklij je sporazum utrdil s poroko svoje vnukinje z Jazdegerdom III. in se nato pripravil na veliko ofenzivo v Levantu. Usklajen napad obeh cesarjev naj bi izničili moč skupnega sovražnika, kalifa Omarja. 
Ko je Heraklij maja 636 začel svojo ofenzivo, se Jazdegerd z njim ni uskladil in napad ni bil izveden po načrtih. Omar, ki je domnevno vedel za to zavezništvo, je nameraval najprej obračunati z Bizantinci. Na zahod je kot okrepitev poslal 6.000 vojakov in se istočasno začel pogajati z Jazdegerdom III. Heraklij je v strahu pred zidom pogajanj ukazal svojemu generalu Vahanu, naj se ne spušča v bitko z muslimani in čaka na njegove ukaze. Vahan, ki je bil priča okrepitvam, ki so dnevno prihajale iz Medine, je bil prisiljen napasti, preden bi nasprotnik postal premočan. Heraklijeva vojska je bila v bitki pri Jarmuku avgusta 636 uničena, s čimer se je končala bizantinska ofenziva na zahodu. Jazdegerda bizantinski poraz ni prestrašil in je nadaljeval priprave na ofenzivo. V bližini prestolnice Ktezifon je zbral veliko vojsko in za poveljnika imenoval veteranskega generala Rostama. Omarjeva vojska se je umaknila na rob Arabske puščave.

## Muslimanske priprave na bitko
Kalif Omar je začel zbirati novo vojsko iz cele Arabije, da bi ponovno osvojil Irak. Za poveljnika te vojske imenoval Saida ibn Abija Vakasa, pomembnega člana plemena Kurejš. Maja 636 je Said dobil navodilo, naj s 4.000 možmi odide v severno Arabijo in prevzame poveljstvo nad muslimansko vojsko ter takoj odkoraka v Irak. Pred kritičnimi odločitvami bi se moral posvetovati z izkušenimi poveljniki. Vojska se je ustavila v Kadisiji, majhnem mestu 45 kilometrov od Kufe. 
Omar je skozi celotno kampanjo na daljavo izdajal strateške in operativne ukaze. Zbrana vojska ni bila profesionalna, temveč vojska prostovoljcev iz vse Arabije. Po zmagi proti Bizantincem se je vojski pridružil kontingent 5.000 veteranov iz Jarmuka. Njihov prihod se je izkazal za veliko prelomnico in zelo dvignil moralo muslimanske vojske.
Večino sasanidske vojske so sestavljali rekruti, saj je bila večina rednih sasanidskih sil uničena v bitkah pri Valadži in Ujajsu.

## Bojišče
Kadisija je bila majhno mesto na zahodnem bregu reke Atek, rokava Evfrata. 

## Vojski
Po sodobnih ocenah sta imeli obe vojski po približno 30.000 vojakov. Muslimansko vojsko je drugi dan bitke okrepil sirski kontingent. Številke so rezultat preučevanja logističnih zmogljivosti, trajnosti njihovih baz in splošnih omejitev zaradi števila prebivalcev. Večina zgodovinarjev se strinja, da so bili Sasanidi s svojimi zavezniki številčnejši od muslimanov. 

### Perzijska vojska
Perzijska vojska je v Kadisijo prispela julija 636 in na vzhodnem bregu reke Atek postavila močno utrjene tabore. Zgradila je most čez reko Atek, ki je bil edini prehod do glavnih sasanidskih taborov. Za prečkanje reke je imela na razpolago tudi čolne. 
Vojska, ki je štela približno 60.000 ljudi, je imela pehoto, težko konjenico in korpus slonov. 16. novembra 636 je vojska prečkala Atek in Rostam je razporedil svojih 45.000 pešcev v štiri divizije, med katerimi je bilo približno po 150 metrov prostora. 15.000 konjenikov, razdeljenih v štiri divizije, naj bi bilo v rezervi za protinapad in posredovanja. Vsaka divizija je imela približno osem od 33 slonov. Bojna črta je bila dolga približno 4 km. Desnemu krilu Perzijcev je poveljeval Hormuzan, sredini Jalinus, zaledju Piruzan in levemu krilu Mihran. Rostam je imel z bližnjega griča pregled nad celotnim bojiščem.

### Arabska vojska
Glavnina muslimanske vojske je prišla v Kadisijo julija 636, se utaborila, organizirala obrambo in začela z manjšimi enotami napadati Suvad. Said je imel stalen stik z Omarjem in mu poročal. 
Muslimanska vojska je na začetku štela približno 30.000 mož, vključno s 7.000 konjeniki. Po prihodu kontingenta iz Sirije se je število povečalo na 36.000 mož. Said je zaradi išiasa za svojega namestnika imenoval Halida ibn Urfuta in mu svoja povelja posredoval preko mreže kurirjev. Muslimanska pehota je bila razdeljena v štiri korpuse, ločene s približno 150 metrov vmesnega prostora. Enote so bile oblikovane na plemenski in rodovni osnovi. 

#### Orožje
Muslimanski vojaki so nosili pozlačene čelade, podobne srebrnim čeladam sasanidskih vojakov. Obraz in vrat je bil zaščiten z verižnim pokrivalom. Vojaki so bili obuti v težke usnjene sandale in škornje, podobne rimskim. Oklepi so bili iz trdega usnja ali lamel ali verižne srajce. Pehota je bila močneje oborožena kot konjenica. Uporabljala je velike lesene ali pletene ščite in okoli 2,5 metra dolge ostre sulice. Konjeniške sulice so bile dolge do 5,5 metra. Meči so bili podobni rimskemu gladiju in sasanidskemu dolgemu meču. Nenapeti loki so bili dolgi približno dva metra, približno toliko kot slavni angleški dolgi lok. Muslimanski lokostrelci so se izkazali za zelo učinkovite proti nasprotnikovi konjenici. Muslimanske čete so bile na splošno na lažje oklepljene od perzijskih.

## Bitka
Said je po Omarjevem ukazu preko odposlancev pozval Jazdegerda III., naj se spreobrne v islam ali vda in plačuje džizjo. Naslednje tri mesece so se nadaljevala pogajanja med Arabci in Perzijci, ki niso izpolnila muslimanskih ciljev. 
Ko so se napetosti na sirski fronti zmanjšale, je kalif Omar ukazal, naj se pogajanja ustavijo. Za Perzijce je to pomenilo, naj se pripravijo na bitko. Perzijci so se poskušali še naprej pogajati, a so pogajanja propadla. 

### Prvi dan
V muslimanskih kronikah je prvi dan bitke pri Kadisiji znan kot Javm al-Armat (يوم أرماث) ali Dan nereda. 
16. novembra 636 so Perzijci na Rostamov ukaz zasuli kanal, ki je ločeval obe vojski, in celotna perzijska vojska je pred zoro prečkala prekop. Vojski sta bili oddaljeni okoli 500 metrov. Said je poskušal spodbuditi svojo vojsko z domoljubnim govorom. 
Bitka se je začela z osebnimi dvoboji, katerih namen je bil oslabiti moralo nasprotne vojske z ubijanjem čim več njenih prvakov. Rostam je po več neuspešnih dvobojih ukazal napad svojega levega krila na nasprotnikovo desno krilo. 
Perzijski napad se je začel s plohami puščic, ki so muslimanom povzročile znatne izgube. Abdulah ibn al-Mutim, muslimanski poveljnik desnega krila, je ukazal napad svoje konjenice na perzijske slone, vendar je njegov napad ustavila nasprotnikova težka konjenica. Napad slonov je začel odrivati muslimansko pehoto, a so ga uspeli ustaviti. Sledil je napad konjenice in pehote na perzijsko levo krilo. 
Rostam je po odbitem uvodnem napadu ukazal napad svoje desne sredine, ki se je začel z napadom lokostrelcev. Glavni napad so vodili sloni. Muslimanska konjenica se je pred jurišem slonov umaknila. Said je nato ukazal svojim lokostrelcem napad na lokostrelce na slonih, vojakom pa, naj presekajo vezi sedel na slonih. Perzijci s sloni so se umaknili in muslimani so krenili v protinapad. Muslimanske napade je nazadnje odbil Rostam, ki je osebno posegel v spopad in naj bi bil večkrat ranjen. Boj se je končal v mraku in zahteval velike izgube na obeh straneh.

### Drugi dan
Said se je odločil, da bo tudi drugi dan bitke začel z dvoboji posameznikov, da bi Perzijcem povzročil čim večjo moralno škodo. Opoldne, ko so ti dvoboji še trajali, so muslimansko vojsko okrepile enote iz Sirije. Najprej je prišla predhodnica in nato glavnina pod poveljnikom Hašimom ibn Utbahom, Saidovim nečakom. Kaka je svojo predhodnico razdelil na več manjših skupin in jim ukazal, naj prihajajo na bojišče ena za drugo, kar je dalo vtis, da je prispel zelo velik kontingent okrepitev. Ta strategija je imela zelo demoralizirajoč učinek na perzijsko vojsko. 
Ker tistega dne med sasanidskim napadom niso sodelovali sloni, je Said najprej poskušal prebiti nasprotnikovo fronto in ukazal splošni napad. Oddelek Saidove vojske je poskušal ubiti Rustama, ki je osebno vodil protinapad. Nobena vojska ni uspela doseči odločilnega preboja in obe vojski sta se ob mraku umaknili v svoja tabora. 

### Tretji dan
Tretji dan bitke je Rostam želel hitro zmago, preden bi prispele nove muslimanske okrepitve. Sprožil je napad na celi fronti, ki so ga začeli lokostrelci in nato vodil kurpus slonov. Vznemirjena muslimanska konjenica se je pred sloni umaknila 
Rostam je skozi vrzeli v nasprotnikovih vrstah poslal konjeniški polk, da bi zavzel palačo, kjer je bil nameščen Saad, in Saada ubil ali ujel, kar bi demoraliziralo muslimane. Prodor je odbil oddelek muslimanske konjenice. 
Saad je ugotovil, da lahko zmaga le tako, da uniči nasprotnikov korpus slonov, ki je povzročal veliko razdejanje v muslimanskih vrstah. Ukazal je, da se slone poskuša oslepiti ali jim odsekati trobec. Muslimanom je po dolgem boju uspelo tako pohabiti slone, da so jih do poldneva pregnali z bojišča. Sledil je napad na celi fronti, ki so ga Perzijci odbili. 
Tretji dan bitke je bil najtežji za obe vojski. Na obeh straneh je bilo veliko žrtev. Bojišče je bilo posejano s trupli padlih, boji pa so se kljub utrujenosti nadaljevali do naslednjega jutra. Obe vojski sta bili na robu zloma. 
V muslimanskih kronikah je tretji dan bitke znan kot Jaum-ul-Amas, noč pa kot Lailat-ul-Harir, kar pomeni Noč ropotajočih zvokov.

### Četrti dan
Ob sončnem vzhodu četrtega dne bitke so boji prenehali, vendar bitka še ni bila dokončna. Poveljstvo muslimanske vojske je s Saadovim soglasjem prevzel Kaka in takole nagovoril svoje vojake: 
"Če se borimo še eno uro ali več, bo sovražnik poražen. Torej, bojevniki Bani Tamima, naredite še en poskus in zmaga bo vaša."
Napad je začel muslimanski levi center, čemur je sledil splošni napad na celi fronti. Do poldneva so muslimani prebili sredino sasanidske fronte, vendar Sasanidov niso zlomili. 

### Zaključna bitka
Zadnji dan je bitke je bil Rostam ubit, kar je napovedalo poraz Perzijcev. Njegovo skrivnostno smrt opisuje več poročil. 
Po prvem so muslimani napadli sasanidski štab, potem pa je bil Rostam sredi peščenega viharja najden mrtev z več kot petimi ranami. Perzijci niso vedeli za njegovo smrt in so se še naprej borili. 
Po drugem poročilu je bojišče zajel peščen vihar. Rostam se je ulegel ob kamelo, da bi se zaščitil pred viharjem. Na kameli je bilo naloženo orožje, Hilal ibn Ulafah pa je pomotoma prerezal pas tovornega sedla, ne da bi vedel, da je ob kameli Rostam. Orožje je padlo na Rostama in mu zlomilo hrbet, zaradi česar je bil napol mrtev in paraliziran. Hilal je Rostama obglavil in zavpil: "Prisežem pri bogu Kaabe, da sem ubil Rostama". Perzijci so bili ob pogledu na glavo svojega legendarnega vodje osupli in demoralizirani. V nastalem kaosu so poveljniki izgubili nadzor nad vojsko. Veliko perzijskih vojakov je bilo v kaosu ubitih, mnogi so pobegnili čez reko, nazadnje pa se je preostala vojska predala. Ta različica je malo verjetna, tudi zaradi sumljivih literarnih prijemov in splošnih nedoslednosti v pripovedi.
Tretja različica poroča, da so Rostamovo truplo odkrili Dhirar bin Al-Azvar, Tulajha, Amru bin Maadi Jakrib in Kurt bin Jamah al-Abdi.
Četrta različica navaja, da je bil Rostam ubit med bojem s Saadom, ko ga je začasno oslepil peščeni vihar. Zgodba je verjetno izmišljotina kasnejših pripovedovalcev.
Sasanidska fronta je v zadnjem napadu muslimanov razpadla. Del sasanidske vojske se je organizirano umaknil, ostali pa so se panično umaknili proti reki. Večji del vojske se je varno umaknil na drugi breg. Bitka se je končala z zmago muslimanov. Bežeče Perzijce je zasledovala muslimanska konjenica in jih veliko ubila ali ujela. Izgube med bežečimi so bile velike.

## Posledice
V bitki pri Kadisiji so Arabci pridobili veliko plena, vključno s slavnim z dragulji okrašenim cesarskim praporom Derafš Kaviani (Zastava Kaveha). Dragulj s prapora je bil razrezan in po delih prodan v Medini. Veterani bitke so postali znani kot ahl al-Kadisija ahl al-Kavadis in postali zelo ugledni med kasnejšimi arabskimi naseljenci v Iraku in njegovem pomembnem garnizijskem mestu Kufi. 
Ko se je bitka pri Kadisiji končala, je Saad poslal Omarju sporočilo o muslimanski zmagi. Bitka je do temeljev pretresla sasanidsko oblast v Iraku, vendar ni pomenila konec sasanidske vladavine. Dokler so Sasanidi držali svojo prestolnico Ktezifon, je vedno obstajala nevarnost, da bodo v nekem primernem trenutku poskušali pregnati Arabce iz Iraka. Kalif Omar je poslal Saadu navodila, naj nadaljuje prodiranje v Irak in poskuša osvojiti Ktezifon. Obleganje Ktezifona je trajalo dva meseca in mesto je nato padlo. Muslimanske sile so osvojile perzijske province do Huzestana. Osvajanje sta upočasnila huda suša v Arabiji leta 638 in kuga v južnem Iraku in Siriji leta 639. Po tem je kalif Omar želel odmor, da bi vzpostavil in utrdil oblast na osvojenih ozemljih. Ob tem naj bi izjavil: 
"Želim si, da bi bila med nami in Perzijci gora ognja, da ne bi mogli niti oni do nas, niti mi do njih."
Perzijska perspektiva je bila povsem drugačna. Poraz je pomenil veliko zadrego, ponižanje in zaničevanje. Ponos cesarskih Sasanidov je bil prizadet in so poskušali osvojiti izgubljena ozemlja. Velik perzijski protinapad se je končal s porazom v bitki pri Nahavandu decembra 641. 
Arabci so po zmagi načrtovali obsežno invazijo na Sasanidsko cesarstvo, da bi popolnoma uničili svojega velikega tekmeca. Zadnji perzijski cesar Jazdegerd III. je bil leta 651 v eni od bitk ubit. Njegova smrt je uradno zaznamovala konec Sasanidske vladarske dinastije in samega cesarstva. 